# 롯데백화점 청량리점
롯데백화점 청량리점(-百貨店 淸凉里店)은 롯데백화점에 속한 지점으로 롯데백화점의 네 번째 점포이다. 대한민국 서울특별시 동대문구 왕산로 200(전농동)에 위치해 있으며 1994년 3월 18일에 개점하였으나 1996년 2월 27일의 화재로 휴점하게 되었고, 같은 해 10월에 재영업을 실시하였다.

## 역사
현재 청량리점이 사용하는 건물은 1960년대에 대왕코너로 영업을 개시하였다. 그러나 대왕코너로 영업하던 도중 세 번이나 화재 참사가 발생하였는데 1972년 8월 5일 1층 분식센터에서 가스 폭발로 화재가 발생하여 1~2층의 의류 점포, 3~4층의 극장, 5층의 아파트와 6층의 호텔, 7층의 캬바레를 태우고 4시간만에 진화되었지만 사망 6명, 부상 60명의 인명피해를 냈다. 1974년 11월 3일에는 건물이 세워진 이후 가장 많은 사상자를 냈는데, 당시 6층에 있던 브라운호텔 618호실 앞에 설치된 조명등의 합선으로 화재가 발생하여 사망 88명, 부상 35명의 인명피해를 냈고, 이듬해인 1975년 10월 12일에도 화재가 발생하여 사망 3명, 부상 1명의 인명피해를 냈다.
이후에도 맘모스백화점이 들어서면서 화재가 발생하였고, 롯데백화점이 1994년 3월에 입점하고 2년 후인 1996년 2월 27일에 영업 도중 화재가 발생하면서 영업이 중단되는 일도 벌어졌다. 그 후 롯데백화점 청량리점은 백화점 외부에 설치된 차양막을 자주색에서 청록색으로 바꾸기까지 하였다. 한 역술가는 이를 두고 청량리 역은 화기가 뿜어나오는 기가 센 지형으로 화기가 음기로 변하면서 인근 사창가를 지나 전농동으로 이어지는 굴다리까지 집결되는데, 화기가 너무 세기 때문에 과거 대왕코너 시절부터 롯데백화점 청량리점까지 오면서 화재 사고가 끊이지 않는다고 해석하기도 하였다.
현재 롯데백화점 청량리점은 2010년 8월 13일에 폐점되었으나, 8월 20일 지상 8층 규모의 복합 쇼핑몰 형태로 새롭게 단장되었으며, 같은 건물에 롯데마트 청량리점이 개점하게 되었다. 한편 舊 롯데백화점 청량리점은 청량리롯데플라자로 새롭게 탄생되었다. 그러나 2016년에 12월 30일 개발에 의해 폐점 되었다.

## 규모
면적은 17,834.791m²이다. 최초 대왕코너로 영업할 당시의 건물은 지상 7층, 지하 1층으로 구성되었다. 그러나 맘모스백화점이 폐업하고 롯데백화점이 경영권을 인수받으면서 현재의 규모인 지상 4층, 지하 1층으로 개조되었다.

## 주변 정보
- 가톨릭대학교 부속 성바오로병원 (폐원, 2019년 은평성모병원에 통합)
- 동서청과물시장
- 동대문경찰서
- 동대문세무서
- 청량리역 (민자역사 건설로 인해 이 역과 같은 건물을 사용한다.)

## 참고 문서
1. ↑  역사속의 오늘-서울 대왕코너 화재 보관됨 2015-12-08 - 웨이백 머신 《매일신문》2006년 11월 2일 14:27, 2009년 4월 2일 확인
2. ↑  대왕코너 한 건물에서 세번 대형화재 보관됨 2008-12-30 - 웨이백 머신 《서울육백년사》1970년대 화재의 발생과 그 사례 中, 2005년 1월 8일 21:21 , 2009년 4월 2일 《에버영과함께》에서 확인
3. ↑  “대한민국 화재 47년 3/5페이지 1972, 1974, 1975 대왕코너 화재” (PDF). 2016년 3월 4일에 원본 문서 (PDF)에서 보존된 문서. 2009년 4월 1일에 확인함.
4. ↑  “노해정의 역학칼럼 중 사창가의 풍수 본문 참조”. 2004년 5월 6일에 원본 문서에서 보존된 문서. 2009년 4월 1일에 확인함.